# Етнички Муслимани у Републици Српској
Етнички Муслимани у Републици Српској су становници Републике Српске који се у етничком смислу изјашњавају као припадници муслиманског народа. Муслимани немају признат статус националне мањине у Републици Српској, па сходно томе немају представнике и делегате у Савјету националних мањина, и Савезу националних мањина.
Етнички Муслимани у Републици Српској сматрају се дијелом муслиманског народа, као посебног јужнословенског народа који је као такав добио признање у бившој Социјалистичкој Федеративној Републици Југославији, а самим тим и у тадашњој Социјалистичкој Републици Босни и Херцеговини. Након распада Југославије, етнички Муслимани у Републици Српској су изложени снажним друштвеним притисцима у виду оспоравања употребе појма "Муслимани" као етничке одреднице, уз истовремено форсирање њиховог превођења у бошњачки национални корпус.
Организација исламских земаља својом Повељом прогласила је Муслиманску нацију у модерном смислу као нацију свих Муслимана у свијету, чиме је озваничила неприхватљиво поистовјећивање вјерског и националног идентитета Муслимана. До радикалног смањења броја Муслимана дошло је и у Републици Српској, јер је ступио на сцену „великобошњачки националистички, исламски асимилаторски програм”, утемељен на Изетбеговићевој Исламској декларацији. Најзначајнија културно-просвјетна организација етничких Муслимана у земљама бивше Југославије је Матица муслиманска Црне Горе.

## Историјат
Муслимани су јужнословенски народ, признат као такав од 1971. године у Социјалистичкој Федеративној Републици Југославији. У оквиру СФРЈ, Муслимани су претежно живјели у СР Босни и Херцеговини, а у значајном броју на простору данашње Републике Српске у којој су били најбројнији народ, гдје их је према попису из 1991. године било их је око 1.905.274 или 43,65%. У вријеме постојања Југославије, Муслимани су говорили српскохрватским језиком, а прије признања њихове народности 1971. године, изјашњавали су се као припадници других народа у СФРЈ (најчешће као Срби или Хрвати, односно Југословени), док је појам муслиман био само одредница за вјерску припадност. Потомци су Јужних Словена (углавном Срба) који су својевољно или под притиском прешли у ислам за вријеме османске власти. За вријеме постојања СФРЈ, велика већина муслиманског народа на територији данашње Републике Српске била је изразито југословенски оријентисана. Међутим, након трагичне погибије Џемала Биједића, предсједника Савезног извршног вијећа (1971—1977), који је као херцеговачки Муслиман био искрени Југословен, водећи кадрови СКЈ из редова Муслимана почели су да воде опортунистичку политику интересног затварања у оквире републичких граница.
Иако су Муслимани живјели не само на тлу данашње Републике Српске, већ и у појединим крајевима Србије и Црне Горе, као и широм Југославије, партијска елита у Сарајеву је током осамдесетих година у потпуности занемарила потребу за очувањем народног јединства у оквиру Југославије као заједничке државе, чиме је постављена основа за успон партикуларистичких тенденција које су биле фокусиране искључиво на Босну и Херцеговину. Таквом политиком, дато је зелено свјетло за успон националистичких снага, на челу са Алијом Изетбеговићем и његовом Странком демократске акције, која је 1990. године на републичким изборима задобила повјерење велике већине босанско-херцеговачких Муслимана. Тиме је дат замах сепаратистичким тенденцијама не само у односу на Југославију као заједничку државу, већ и у односу на цјелину муслиманског народа, који је живио широм Југославије. Таква политика је достигла кулминацију почетком 1992. године, када се велика већина босанско-херцеговачких Муслимана на референдуму опредијелила за отцјепљење Босне и Херцеговине од Југославије, иако је таква одлука директно доводила до цјепања самог муслиманског народа и државно-политичког одвајања од Муслимана у Србији и Црној Гори. Додатни корак ка разбијању јединства учињен је 1993. године на Првом бошњачком сабору у Сарајеву, када је одлучено да се дотадашњи југословенски Муслимани преименују у Бошњаке, чиме је том старинском регионалном називу за становнике Босне дато ново национално значење. Ова одлука изазвала је бројне недоумице, како међу Муслиманима у Херцеговини, који се никада (чак ни у регионалном смислу) нису сматрали Бошњацима, тако и међу Муслиманима у Србији и Црној Гори, што је током наредних година довело до нових расправа и трајних подела. Усвајањем новог имена, међу Муслиманима је започео процес бошњакизације, који се из Босне и Херцеговине проширио и на подручја сусједних држава.
Њемачке новине Франкфуртер Аллгемајне Зеитунг у чланку под називом „Лећи у кревет као муслиман, а пробудити се као Бошњак" пишу о националном идентитету Бошњака. Писац Курил Стиегер, који се деценијама бави темом мањина на Балкану, објавио је књигу занимљивог назива - „Ми више не знамо ни ко смо". Свој чланак аутор Мајкл Мартенс започиње реченицом „Бошњаци су измишљени једног понедјељка".

### Муслимани у одбрани Републике Српске
На самом почетку Одбрамбено-отаџбинског рата, велики број Муслимана је осттао уз српски народ и придружио се регуларној војсци Републике Српске. У саставу Војске Републике Српске дјеловало је неколико јединикца састављених махом од муслиманског народа. Јединице са највећим бројем Муслимана су биле Самостална муслиманска јединица Меша Селимовић у саставу 1. крајишког корпуса и 3. семберска лака пјешадијска бригада у саставу Источнобосанског корпуса Војске Републике Српске. Борци јединице Меша Селимовић су прошли сва бродска и дервентска ратишта, а учествовали је и у борбама око Теслића, Тешња, Вучијака, Маглаја и Завидовића. Највећи дио припадника ове некадашње јединице и данас живи у Броду, Дервенти и Прњавору. Дио Муслимана који нису пошли за Алијом Изетбеговићем и његовом политиком је поштовао заклетву дату тадашњој ЈНА, а да би одбранили своје, из те расформисане војске приступили су у мају 1992. године формираној Војсци Републике Српске. У великом броју општина и градова Републике Српске био је значајан број Муслимана који су приступили у редове Војске Републике Српске како би заштитили свој народ и своје домове од агресорских намјера политике Алије Изетбеговића, као и од хрватских војних и паравојних формација. У муслиманском гробљу у Шамцу стоји надгробни споменик на којем пише „Џемал Авдић (1957-1994) српски војник. Споменик подиже захвална отаџбина”. Шамац је један од градова гдје се велики број Муслимана ставио у одбрану Републике Српске.
Дио муслиманског народа, остао је привржен увјерењима да су они Муслимани и да не могу мијењати своје национално име, а самим тим у Републици Српској се створила јака струја као противтежња бошњакизацији муслиманског народа.

## Религија
Етнички Муслиимани у Републици Српској, као и већина њихових сународника, у осталим земљама бивше Југославије, као и широм свијета су исламске вјероисповијести, док је мањи број хришћанске вјероисповијести.

## Удружења
У Републици Српској, не постоји ни једно удружење, које окупља припаднике муслиманског народа народа. Најзначајнија културно-просвјетна организација етничких Муслимана у земљама бивше Југославије је Матица муслиманска Црне Горе. Матица муслиманска Црне Горе је прва матица муслиманског народа на простору бивше СФРЈ и Балкану. Она је први институционални неполитички облик организовања муслиманског народа за историју, културу, етнологију, етнографију, умјетност, књижевност, економска, људска и национална питања овог народа.

## Распрострањеност
По попису становништва 2013. у Босни и Херцеговини, а према подацима које је издала Агенција за статистику Босне и Херцеговине у Републици Српској је живјело 1.730 етничких Муслимана. 

## Значајне личности
- Нусрет Диздаревић, потпуковник Војске Републике Српске и други командант Самосталне муслиманске јединице „Меша Селимовић“, јединице у саставу Првог крајишког корпуса ВРС.
- Исмет Ђухерић, капетан Војске Републике Српске и први командант Самосталне муслиманске јединице „Меша Селимовић“, јединице у саставу Првог крајишког корпуса ВРС.
- Пашага Халиловић, командант 3. семберске лаке пјешадијске бригаде у саставу Источнобосанског корпуса Војске Републике Српске.